# 旺旺中時媒體集團
旺旺中時媒體集團，簡稱旺旺中時集團或旺中集團，是台灣一個橫跨多項產業領域的企業集團，其母集團為經營食品產銷的旺旺集團。在完成中國時報集團的併購後，旺旺集團正式進入媒體經營領域，意欲打造全球華人世界的最大媒體平台。現任董事長蔡衍明、副董事長周錫瑋、總裁蔡紹中。
旺旺中時媒體集團於2009年成立。2008年11月3日，旺旺集團董事長蔡衍明買下中國時報集團（簡稱「中時集團」）及其旗下被稱作「三中」的媒體事業，包含中國電視公司、中國時報及中天電視。自完成併購起，其產業從食品產銷橫跨到媒體經營，此次併購情事被稱為「旺旺併購中時中天中視事件」。
2011年，旺旺中時媒體集團欲出資併購有線電視系統業者中嘉網路，但鑒於國家通訊傳播委員會（NCC）迴避審查、學者擔心此宗併購壟斷言論自由等因素，造成併購行為遲遲無法進行，除各領域學者、公民團體的抗議外，旺旺中時媒體集團亦曾集中其媒體資源反制NCC的反壟斷行為，此稱「旺旺中時併購中嘉案」。

## 爭議事件

### 三中案
2008年11月3日，報載旺旺集團總經理蔡衍明與其家族成員，透過蔡氏家族的控股公司與中時集團大股東余建新達成協議，投資買下中時集團，以204億元取得中時媒體集團經營權。

### 旺中案
2010年10月，傳旺中集團打算與東森集團合資715億買下有線電視系統業者「中嘉網路」，引發學者及社會公民團體反彈。主管機關NCC祭出嚴格審查條件，避免發生「媒體言論集中化」現象，造成併購行為遲遲無法完成，旺中集團亦集中旗下媒體資源反制國家通訊傳播委員會與社會團體的抵制行為。

### 紅媒指控
報導台灣旺中集團旗下媒體中國時報及中天電視接受國台辦指令採編新聞的英國《金融時報》記者席佳琳（英語：Kathrin Hille），而在2019年被旺中集團控告誹謗罪。中央社也因引述報導而被旺旺提告。但旺旺最終在檢方調查期間半途撤告，故台北地檢署2021年3月11日對席佳琳與中央社人員作出不起訴處分。
2022年9月1日，臺商曹興誠於其記者會上稱中天電視為「匪臺」及「顛倒黑白」，旺中集團其後控告誹謗罪。翌年10月23日，臺北地檢署認定曹之言論為其對中天新聞台之爭議所作價值判斷，而提出主觀且與事實有關連之意見或評論，絕非毫無憑據之單純抽象謾罵，且中天作為公開媒體攸關社會公共利益，當屬可受公評之事，故裁定不起訴處分。中天電視又聲請准許提自訴，台北地院在2024年5月6日裁定駁回。

## 旗下企業

### 中國時報集團[6]
| - 中國時報 - 工商時報 - 工商e報 - 快點報報 - 時報周刊（1978年創刊，2007年3月改版，2015年2月2度改版，2016年3度改版） - 愛女生雜誌（2001年創刊） - 周刊王（2013年8月公司成立，2014年4月16日週三創刊發行至今) - 商訊文化事業股份有限公司 《工商時報》百分之百轉投資子公司。 - 旺報（2009年創刊） | - 中天電視 - 中國電視公司（臺證所：9928） - 中旺電視 - 黑劍製作 | - 時報資訊股份有限公司（1989年成立） - 中時電子報（1995年成立） - 中時健康網（2008年成立，2015年更名為「NOW健康」） - 中天新聞網（2022年由快點TV改制成立） - 必POTV（2016年成立） - Styletc樂時尚（2014年成立） - Styletc樂購物（2014年成立） - Lecoin樂公益（2015年成立） - CTWANT（由王道旺台媒體股份有限公司於2019年成立） - Want China Times英文旺報 (2010年成立，2014年熄燈) |

#### 媒體以外事業
- 旺旺友聯產物保險股份有限公司
- 國票金控
- 時藝多媒體傳播股份有限公司
- 時際創意傳媒股份有限公司
- 艾普羅民意調查股份有限公司
前身為《中國時報》民意調查中心，於2007年成立
- 黑劍電視節目製作股份有限公司
- 旺旺中時文化傳媒北京
- 伊林娛樂
- 中視文化事業股份有限公司

#### 社會福利事業
- 財團法人中視慈善愛心基金會（簡稱：中視愛心基金會）
- 財團法人蔡衍明愛心基金會
- 財團法人旺旺文教基金會
- 旺台兩岸互信基金會

## 外部連結
- 旺旺中時媒體集團首頁 （页面存档备份，存于）
- 旺報電子報首頁 （页面存档备份，存于）
- WantChinaTimes.com（英文）